# Gittan Glans
Gittan Ulla Christina Glans, tidigare Petersson, född 13 juli 1960 i Åsenhöga församling, Jönköpings län, är en svensk kompositör och musiker.

## Biografi
Gittan Glans föddes 1960 i Åsenhöga församling, Gnosjö. Hon utbildades sig till pianopedagog vid Musikhögskolan vid Göteborgs universitet. Glans har arbetat som musiklärare vid Södra Vätterbygdens folkhögskola i Jönköping. Hon medverkade från 2007 till 2009 som musiker i På spåret. År 2021 vann hon Allmänna Sången & Anders Wall Composition Award för kompositionen When breathing like a bird.

## Kompositioner
- Här, nära, verket är skrivet av Jan Mattsson.
- Gånglåt från Hagen
- When Breathing Like a Bird, texten är skriven av Marie Winald Karlström. Verket vann Allmäna sången & Anders Wall Composition Award 2021.
- Allt som bär kärlekens namn, texten är skriven av Marie Winald Karlström. Verket vann Växjö stifts kyrkosångsförbunds kompositionstävling 2023.
- We Will See Light, texten är hämtad från psaltaren 36.

### Arrangemang
- Högan nord
  - Högan nord, texten är skriven av Ove Gotting.
  - Jag såg i öster, skriven av Jödde i Göljaryd.
  - Vi har dansat, skriven av Kalle Moraeus och Py Bäckman.